# Daisuke Matsui
Daisuke Matsui (født 11. maj 1981) er en japansk professionel fodboldspiller. Han spiller for øjeblikket (2014) for den japanske klub Júbilo Iwata. Han er midtbanespiller, og er også en del af det japanske fodboldlandshold.[kilde mangler]
Matsui har spillet for flere forskellige klubber i sin karriere, herunder Kyoto Purple Sanga, Le Mans FC, AS Saint-Etienne, FC Tom Tomsk, Dijon, Slavia Sofia og Lechia Gdańsk.
Han deltog ved VM i fodbold 2010 i Sydafrika som en del af Japans VM-trup.